# Ребрик Ліліана Іванівна
Лілія (Ліліа́на) Іва́нівна Ре́брик (нар. 8 травня 1981, Чернівці) — українська акторка та телеведуча.

## Життєпис
Закінчила музичну школу за класом фортепіано. Майстриня спорту з художньої гімнастики.
2001 року закінчила Київський національний університет театру, кіно і телебачення ім. І. К. Карпенка-Карого (курс Валентини Зимньої). Викладає у цьому закладі пластику. У Київському академічному Молодому театрі працює акторкою з 2001 року.
З 2006 року була ведучою «Прогнозу погоди» на українському телеканалі «СТБ», з 2008 по 2016 рік була ведучою телепроєкту талант-шоу «Танцюють всі!» («СТБ»), з січня 2009 року вела на цьому ж телеканалі «Неймовірні історії кохання». У 2011 році брала участь у шоу «Танці з зірками» на телеканалі «СТБ» у парі з Андрієм Диким. З 2017 по 2022 рік — ведуча програми «Ранок з Україною» на телеканалі «Україна».
2011 року одружилася з танцюристом Андрієм Диким. У 2012 році народила доньку Діану., а у 2018 році – доньку Поліну., а у 2024 році — доньку Аделіну.

## Громадська діяльність
2014 року взяла участь у зйомці для благодійного календаря «Щирі», присвяченого українському національному костюму та його популяризації. Проєкт було реалізовано зусиллями ТЦ «Домосфера» та комунікаційної агенції Gres Todorchuk. Усі кошти від реалізації календаря було передано на допомогу пораненим бійцям АТО до Київського військового шпиталю та центру волонтерства Українського католицького університету «Волонтерська Сотня».

## Фільмографія та театральні роботи

### Театральні роботи
- Парижанка — «Малюк», (Ж. де Летраз) / (режисер — В. Бегма);
- Принцеса — «Русалочка», (Л. Разумовська) / (реж. — Є. Курман);
- Варка — «Духів день», (Т. Осьмачка, А. Дзекун) / (реж. — А. Дзекун);
- Лауреата, Донья Луїса — «Севільська заручини», (Р. Шерідан) / (реж. — Є. Курман);
- Паць — «Вінні — Пух в снігу», (Д. Есседі) / (реж. — Є. Курман);
- Віра — «Біла комедія» / реж. — А. Дзекун;
- Покоївка — «Хоровод любові», А. Шницлер / реж. С. Моісеєв;
- Соня — «Дядя Ваня», А. Чехов / реж. С. Моісеєв;
- Офіціантка, в'єтнамець, Татнакетеа — «Московіада», Ю. Андрухович / реж. С. Моісеєв;
- Галя — «За двома зайцями», М. Старицький / реж. В. Шулаков;
- Уляна — «Сватання в Гончарівці», Г. Квітка-Основ'яненко / (реж. В. Шулаков;
- Аллелі — «Сім бажань Зербіно», В. Глейзер / реж. Н. Яремків;
- Мотря — «Кайдаші», І. Нечуй-Левицький, М. Дубина / реж. Н. Яремків;
- Покоївка Єлизавети — «У твоєму кінці — мій початок», Ф. Шиллер / реж. С. Моісеєв;
- Харитина — «Наймичка», І. Карпенко-Карий / реж. Л. Семіразуменко;
- Керол Картір — «Прокляття Місячного озера», Т. Вільямс / реж. Н. Яремків;
- Делегатка — «РЕхуВІлійЗОР», М. Гоголь, М. Куліш / реж. С. Моісеєв;
- Ніна — «Старший син», А. Вампілов / (реж. Є. Курман);
- Агентка — «Чарівник смарагдового міста», А. Волков, Ф. Баум / реж. Г. Воротченко;
- Золоте курча — «Золоте курча», В. Орлов / реж. В. Шулаков;
- Снігуронька — «Як залізний вовк зиму врятував» / реж. Є. Богатирьова, А. Петров;
- Даша — «Звичайна історія», М. Ладо / реж. Т. Криворученко;
- Росана — «Empty trash», (Спалюємо сміття) Т. Іващенко / реж. Ю. Одинокий;
- Коломба — «Голубка», Ж. Ануй / реж. А. Бакіров.

### Ролі в кіно
- 2006 — «Все включено» (Росія, Україна) (епізод)
- 2006 — «Міський романс» (Україна)
- 2006 — «Диявол з Орлі. Ангел з Орлі» (Україна, Росія)
- 2006 — «Кактус і Олена» (Росія, Україна) (Наташа)
- 2006 — «Міліцейська академія» (Україна)
- 2006 — «Почаїв» (Україна)
- 2006 — «Сестри по крові» (Україна, Росія)
- 2006 — «Стара подруга» (епізод)
- 2006 — «Четверта група» (Оксана Михайлівна)
- 2006—2007 — «Янгол-охоронець» (Україна) (Зоя дівчина легкої поведінки)
- 2007 — «Діви ночі» (Україна) (фрау Ольга)
- 2007 — «Точка повернення» (епізод)
- 2007 — «Фабрика щастя» (Україна)
- 2007 — «Чужі таємниці» (Росія, Україна)
- 2007—2008 — «Повернення Мухтара-4» (Юлія)
- 2008 — «Арфа для коханої» (Україна) (Люда)
- 2008 — «Лід у кавовій гущі» (Україна) (Мила)
- 2008 — «Чоловік для життя або … на шлюб не претендую» (Україна) (Зоя)
- 2008 — «Рідні люди» (Україна) (Жанна)
- 2008 — «Садівник» (Україна) (Співробітниця похоронного бюро)
- 2008 — «Чорна сукня» (Росія-Україна) (Віка)
- 2009 — «Дві сторони однієї Анни» (Світлана, секретар, подруга Альони)
- 2009 — «За загадкових обставин» (т/с, наречена Котіна)
- 2010 — «Демони» (Ксюша)
- 2010 — «Маршрут милосердя» (Софія Каткова)
- 2011 — «Картина крейдою» (Альона Суровцева)
- 2011 — «Єфросинія» (Віра)
- 2011 — «Кроссмейстер»
- 2011 — «Танець нашого кохання» (Ольга)
- 2013 — «Квиток на двох» (Мілка)
- 2013 — «Поцілунок!» (Надя)
- 2013 — «Жіночий лікар-2» (т/с, Анна Орлова)
- 2014 — «Брат за брата-3» (т/с, Тетяна Вадимова)
- 2016 — «Спитайте у осені» (Ірина Рассказова / Світлана Сазонова)
- 2016 — «Підкидьки»
- 2016 — «Останній москаль» (Україна)
- 2017 — «Догори дриґом» (Україна)
- 2018 — «Папаньки» (Дизель студіо, Україна)
- 2018 — «Копи на роботі» (ситком, ICTV), епізод
- 2019 — Великі Вуйки - Ірка
- 2020 — «Папаньки 2» (Дизель студіо, Україна)
- 2021 — «З ким поведешся» (1+1 video, Україна) - Галя
- 2024 — «Потяг у 31 грудня» (працівниця вагона-ресторана Павлівна)